# Armée de terre bangladaise
L'Armée de terre bangladaise, créée en 1971, est la branche terrestre des forces armées du Bangladesh. Basée à Dhaka, elle compte environ 204 000 membres et participe aux missions de maintien de la paix des Nations unies.

## Histoire
Racines Historiques
La tradition martiale du Bengale remonte aux rois locaux, dont les armées étaient composées d'infanterie, de cavalerie, d'éléphants de guerre et de bateaux de guerre. L'arrivée des musulmans et la création du sultanat du Bengale ont renforcé ces forces. Sous le régime colonial britannique, les Bengalis ont joué un rôle clé dans l'armée indienne britannique, surtout avant la mutinerie des cipayes en 1857,.
Période Pakistanaise
Après la partition de 1947, l'armée du Bengale est devenue une partie de l'armée pakistanaise. Cependant, les tensions ethniques et politiques ont mené à des discriminations à l'égard des soldats et officiers bengalis.
Guerre de Libération de 1971
En 1971, à la suite de l'opération Searchlight par l'armée pakistanaise et la déclaration d'indépendance par Sheikh Mujibur Rahman, l'armée du Bengale s'est rebellée, menant finalement à la création du Bangladesh,.
Après 1971
Après l'indépendance, l'armée a été impliquée dans plusieurs coups d'État et crises politiques, notamment l'assassinat de Sheikh Mujibur Rahman en 1975.
Modernisation et rôle international
L'armée a vu une modernisation significative depuis les années 90 et a également participé à de nombreuses opérations de maintien de la paix sous l'égide des Nations unies.

## Structure
De nos jours, l'armée de terre comprend 8 divisions d'infanterie régionales alignant 25 brigades d'infanterie, une brigade blindée forte de sept régiments et trois régiments d'artillerie.

## Équipements
L'histoire militaire et politique du Bangadesh explique que son armée est équipée majoritairement chinois et pakistanais mais aussi occidentaux (Allemagne de l'Ouest, Australie, France) depuis les années 1990. Certaines armes chinoises sont produites sous licence par les arsenaux bangladais.

## Missions
L'armée intervient aux côtés des pompiers en cas de sinistres intérieurs majeurs.
Elle figure parmi les principaux contributeurs aux casques bleus des Nations unies avec près de 10 000 hommes.